# Korendijk
Korendijk – gmina w Holandii, w prowincji Holandia Południowa..